# Peter Eglseer
Peter Eglseer (* 16. Juni 1990) ist ein österreichischer Volleyball- und Beachvolleyballspieler.

## Karriere Halle
Eglseer spielte als Jugendlicher beim heimischen Kremstal Volley. Ab 2009 war er beim Erstligisten Supervolley OÖ aktiv. 2011 nahm er mit der österreichischen Nationalmannschaft an der Europameisterschaft im eigenen Land teil. Danach war der Mittelblocker beim UVC Graz, beim VCA Amstetten NÖ und bei Supervolley Enns aktiv. Ab 2016 spielte er beim UVC Ried, wo er auch Trainer-, Organisations- und Marketingaufgaben übernahm.

## Karriere Beach
Von 2008 bis 2014 bildete Eglseer ein Beachvolleyball-Duo mit Felix Koraimann, mit dem er 2010 bei der U21-Weltmeisterschaft in Alanya die Bronzemedaille holte. Im November 2014 erreichte Eglseer mit seinem neuen Partner Daniel Müllner Platz fünf auf der FIVB World Tour in Doha. Eglseer/Müllner nahmen 2015 auch an den Europaspielen in Baku teil.
2016 und 2017 spielte Eglseer an der Seite von Florian Schnetzer. 2016 gewannen Eglseer/Schnetzer die Goldmedaille bei den European Universities Games in Zagreb und wurden österreichische Staatsmeister. 2017 wurden sie beim FIVB 1-Stern-Turnier in Langkawi Zweite. 2018 waren Alexander Huber und Thomas Kunert Eglseers Partner. Mit Florian Schnetzer stand er im Juli 2019 im Endspiel des FIVB 2-Sterne-Turniers in Qidong. Im selben Monat gewannen Eglseer/Schnetzer in Slowenien die Europameisterschaft der Studenten. Ende August 2019 beendete Eglseer seine Beachvolleyball-Profikarriere.